# 전향
전향(転向), 또는 변절(変節)은 본래의 사상이나 이념을 바꾸어 기존과 배치되는 사상이나 이념으로 바뀌는 것이다.

## 같이 보기
- 국체론
- 특별고등경찰
- 쇼와 국가주의
- 치안유지법